# Chuck Klosterman

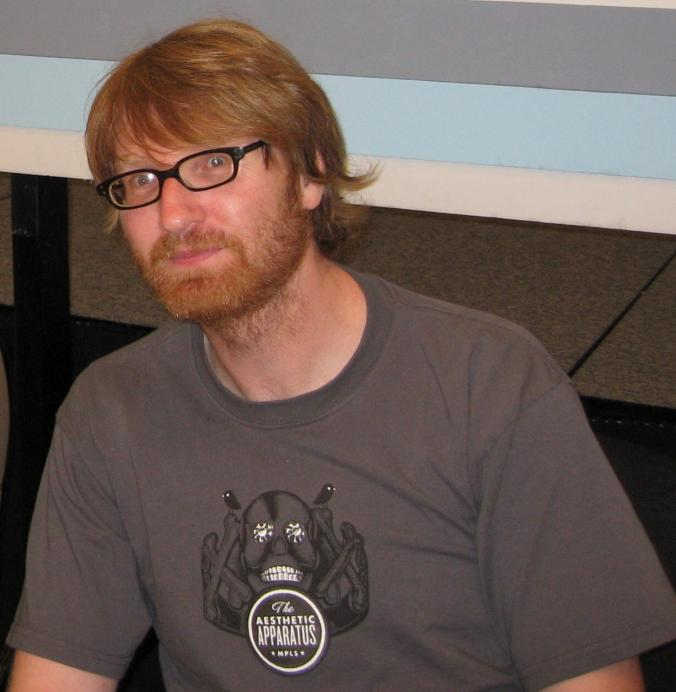
Chuck Klosterman

Chuck Klosterman, född 5 juni 1972 i Breckenridge i Minnesota, är en amerikansk journalist och författare. Han har medverkat i bland annat The New York Times och Esquire, och har skrivit fem böcker. Klosterman växte upp på en farm nära Wyndmere i North Dakota. För närvarande bor han i New York.
Chuck Klosterman har som skribent främst inriktat sig på populärkultur. Hans första bok var Fargo Rock City som utkom 2001. Det är en självbiografisk skildring av Klostermans uppväxt i North Dakota, där han ägnar dagarna åt att lyssna på 1980-talets glammiga hårdrock, ett ämne som han analyserar noggrant i boken. Fargo Rock City blev uppmärksammad, och efter en uppläsning i New York blev Klosterman på stående fot erbjuden att börja skriva för musikmagasinet Spin och New York Times.
Efter sin debut har Klosterman givit ut fyra böcker. Sex Drugs and Cocoa Puffs (2003), en bästsäljande samling essäer om populärkultur. Killing Yourself to Live (2005), en berättelse om hur han i egenskap av journalist åker bil genom USA och besöker platser där rockstjärnor dött. Han har även samlat intervjuer, essäer, krönikor, reportage och ett kortare stycke fiktion i en antologi, Chuck Klosterman IV (2006). Downtown Owl (2008), är en roman om tre människor i en småstad i North Dakota.
Han senaste bok är essäsamlingen I Wear the Black Hat (2013). Till boken publicerade författaren en låtlista på Spotify som kan ses som ett soundtrack till boken.

## Böcker på svenska[1]
- Killing yourself to live : 85 % av en sann historia ISBN 978-91-7130-836-8
- Sex, droger och kalaspuffar : ett lågkulturmanifest ISBN 978-91-534-3017-9